# Heishui

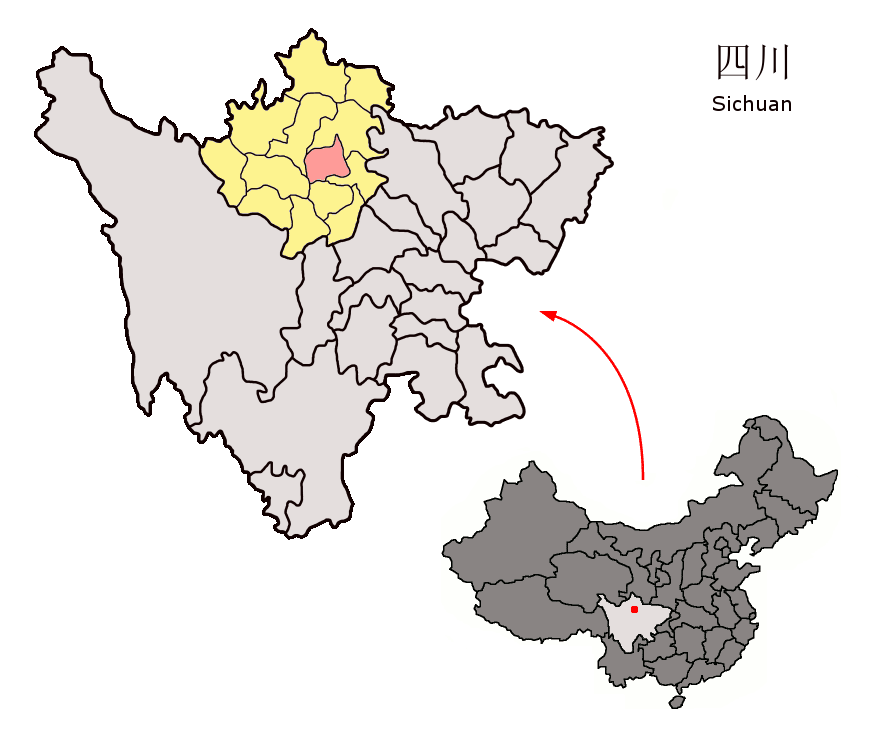
Lage des Kreises Heishui innerhalb von Sichuan.

Der Kreis Heishui (chinesisch 黑水县, Pinyin Hēishuǐ Xiàn) ist ein Kreis des Autonomen Bezirks Ngawa der Tibeter und Qiang in der chinesischen Provinz Sichuan. Die Fläche beträgt 3.990 Quadratkilometer und die Einwohnerzahl 44.564 (Stand: Zensus 2020). 1999 zählte Heishui 56.115 Einwohner. Er setzt sich aus zwei Großgemeinden und fünfzehn Gemeinden zusammen. Sein Hauptort ist die Großgemeinde Luhua (芦花镇).

## Administrative Gliederung
Auf Gemeindeebene setzt sich der Kreis aus zwei Großgemeinden und fünfzehn Gemeinden zusammen. Diese sind (Pinyin/chin.)
- Großgemeinde Luhua 芦花镇
- Großgemeinde Kalong 卡龙镇
- Gemeinde Shashiduo 沙石多乡
- Gemeinde Shuangliusuo 双溜索乡
- Gemeinde Hongyan 红岩乡
- Gemeinde Mawo 麻窝乡
- Gemeinde Longba 龙坝乡
- Gemeinde Musu 木苏乡
- Gemeinde Luoduo 洛多乡
- Gemeinde Shidiaolou 石碉楼乡
- Gemeinde Se'ergu 色尔古乡
- Gemeinde Zhimulin 知木林乡
- Gemeinde Weigu 维古乡
- Gemeinde Zhawo 扎窝乡
- Gemeinde Qinglang 晴朗乡
- Gemeinde Ciba 慈坝乡
- Gemeinde Waboliangzi 瓦钵梁子乡

## Ethnische Gliederung der Bevölkerung (2000)
Beim Zensus im Jahr 2000 hatte Heishui 57.000 Einwohner.
| Name des Volkes | Einwohner | Anteil  |
| --------------- | --------- | ------- |
| Tibeter         | 51.690    | 90,68 % |
| Han             | 4.880     | 8,56 %  |
| Qiang           | 344       | 0,6 %   |
| Hui             | 38        | 0,07 %  |
| Uiguren         | 10        | 0,02 %  |
| Mongolen        | 9         | 0,02 %  |
| Manju           | 5         | 0,01 %  |
| Bai             | 5         | 0,01 %  |
| Yi              | 4         | 0,01 %  |
| Sonstige        | 15        | 0,03 %  |